# Massimo Iosa Ghini
Massimo Iosa Ghini (nacido el 18 de junio de 1959) es un arquitecto, diseñador y profesor italiano. Es reconocido por su contribución al Movimiento Bolidista y su implicación con el Grupo Memphis, junto a arquitectos como Ettore Sottsass y Michael Graves. Iosa Ghini es aclamado por sus diseños estilizados y orgánicos, que demuestran su capacidad visionaria para combinar disciplinas, formas y dimensiones, trascendiendo las fronteras entre el arte, el diseño y la arquitectura.  Con una prolífica carrera en todo el mundo, ha creado numerosos proyectos arquitectónicos y una importante colección de muebles que refleja su estilo de diseño futurista. En 1990 fundó la Firma Iosa Ghini Associati (Asociados), que actualmente opera en Milán, Bolonia, Moscú y Miami. 

## Escolaridad
Nacido en Bolonia, Massimo Iosa Ghini se dedicó inicialmente a la ilustración antes de descubrir su verdadera pasión por la arquitectura. Asistió al Politécnico de Milán y, al graduarse, se vio inmerso en la atmósfera dinámica de la década de 1980, que influyó mucho en su obra. Durante este tiempo, exploró varios proyectos artísticos, incluido el diseño de muebles y escenografía para una cadena de televisión italiana. En 1981, sus diseños poco convencionales llamaron la atención del  Grupo Memphis, un colectivo innovador de arquitectos y diseñadores. Esta asociación le brindó valiosas experiencias de aprendizaje y oportunidades para crear piezas icónicas como el aparador "Bertrand" y el sillón "Otello", uno de los cuales fue subastado recientemente de la colección del fallecido David Bowie.
Además de sus actividades creativas, Iosa Ghini ha compartido su experiencia a través de la enseñanza. Anteriormente ocupó cargos en la Universidad Sapienza de Roma y fue profesor adjunto en la Universidad Técnica de Hong Kong. Es profesor en la Universidad de Ferrara. 

## Bolidismo
Iosa Ghini es reconocido como uno de los pioneros del bolidismo, un estilo caracterizado por la prominencia de los aspectos visuales y mediáticos sobre los propósitos funcionales, que representa la transición de la materialidad a una representación más visual de los objetos. Este estilo vibrante surgió en la década de 1980 y se inspira en el futurismo , mostrando una fascinación por la interacción entre humanos y máquinas.

## Arquitectura

Dibujo conceptual de arquitectura verde de Massimo Iosa Ghini.

En 1990, Massimo Iosa Ghini cofundó Iosa Ghini Associati con su esposa, Milena Mussi. Desde entonces, su firma ha colaborado con varios grupos internacionales, realizando proyectos de gran escala en espacios residenciales, comerciales y públicos. En particular, el estilo italiano distintivo, dinámico y futurista de Iosa Ghini es evidente en el diseño de Ferrari Factory Store.  La firma pone un fuerte énfasis en la creación de experiencias arquitectónicas que se adapten al ser humano moderno, incorporando elementos de medios, comunicación y transporte en sus diseños.
La obra de Iosa Ghini se caracteriza por un toque vibrante y lúdico, que aporta una sensación de vivacidad a sus proyectos. Además de las empresas antes mencionadas, ha contribuido al desarrollo global de marcas como IBM, Kiko Milano, Capital Group y Alitalia , entre otras. Su trabajo ha recibido reconocimientos, incluida su selección por parte de Luca Zevi, curador del Pabellón de Italia en la Bienal de Arquitectura de Venecia 2012, para la exposición "Architetture del Made in Italy", que presenta el proyecto "Seat Pagine Gialle" en Turín.

## Diseño de producto

Aparador Bertrand de Iosa Ghini para Grupo Memphis

Varios de los productos de Iosa Ghini aparecieron en el influyente Proyecto Memphis. Su estilo de diseño se caracteriza por un enfoque lúdico y decorativo, alineado con el rechazo del racionalismo por parte de la exposición. Esta característica única es evidente en varias escalas de su trabajo, desde vajillas y muebles hasta el transporte público. Iosa Ghini ha colaborado con marcas de productos de renombre como Alessi y Duravit. 
Muchos de sus proyectos, que abarcan diferentes escalas, han sido adquiridos por colecciones de museos y han obtenido reconocimientos y premios, incluido el Good Design Award del Chicago Athenaeum, el Roscoe Award, el IAI Green Design Award en China, el iF Product Design Award, y el premio Red Dot.

## Trabajo

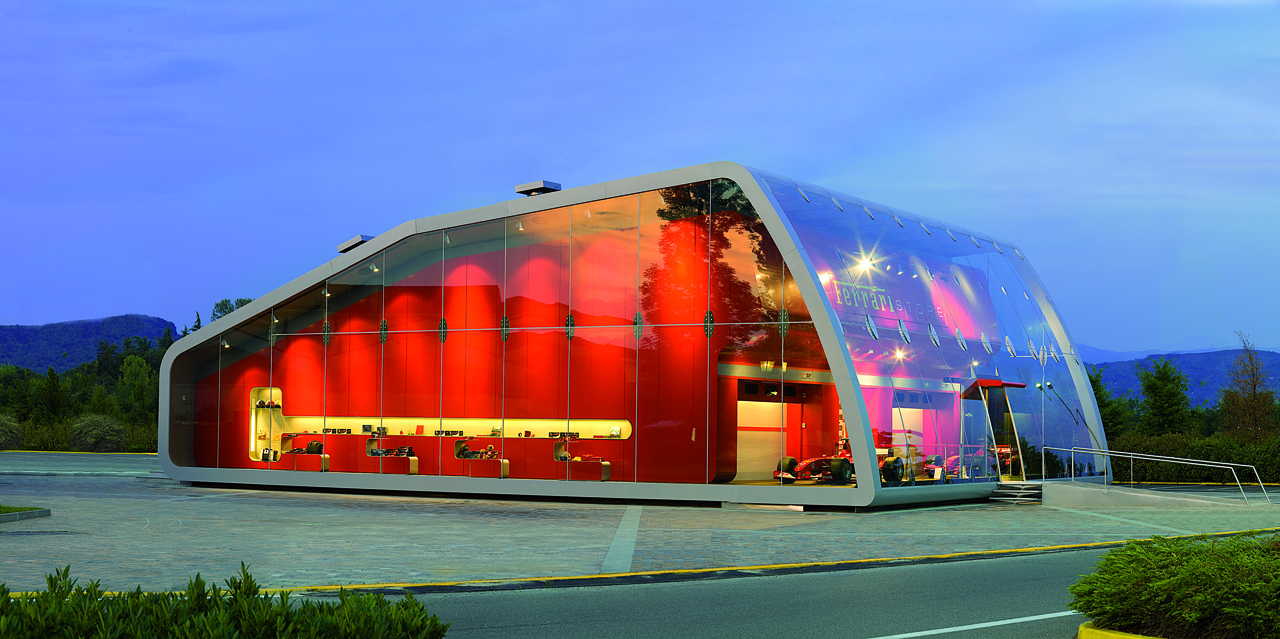
Tienda de fábrica de Ferrari

En sus encargos, Iosa Ghini pone gran énfasis en el diseño de muebles, lo que añade una calidad personalizada a todas sus obras y realza la cohesión de sus visiones coloridas.
- Brickell Flatiron, Miami (Estados Unidos). [9]
- Marconi Express, People Mover, Bolonia (Italia).
- OKO Residential Building, Moscú (Rusia), en 2016.
- "Linea di Luce" (Italia) en 2014.
- IBM Italia, IBM Software Executive Briefing Center, Roma (Italia), en 2010.
- Garage San Marco, Venecia (Italia), en 2009.
- Ferrari Factory Store, Serravalle Scrivia (Italia) en 2009.
- Ferrari, Galleria Museo Ferrari, Maranello (Italia), en 2004.
- Boscolo Group, New York Residence, Budapest (Hungría), en 2004.
- Kiko Make Up Milano, Tiendas, en 2006.
- Superga, Stores, en 1997.